# Вальдфрідгоф (Мюнхен)
Цвинтар Вальдфрідгоф, у діаспорних виданнях Валдфрідгоф (нім. Waldfriedhof — лісовий цвинтар) є одним з 29 місць поховання міста Мюнхен, землі Баварія в Німеччині. Він є найбільшим і найвідомішим цвинтарем міста, завдяки знаменитому парку та високомистецьким надгробкам на могилах відомих людей.

## Опис
Цвинтар Вальдфрідгоф розташований на південному заході міста та межує з кількома міськими районами. Поділений на дві частини — стару і нову («Alter Teil» та «Neuer Teil»). У ньому розташовано близько 60 тисяч могил. Вальдрідгоф відчиняється щодня о 8.00 і зачиняється між 17.00 та 20.00, залежно від пори року. У теплі місяці року місто проводить організовані тури до кладовища. До цвинтаря легко дістатися громадським транспортом, оскільки туди ходять кілька автобусних маршрутів та метро (станція «Holzapfelkreuth»). Вальдфрідгоф також межує з початком автобану А95 на півдні та іншими великими дорогами на півночі та сході.

## Історія
Цвинтар Вальдфрідгоф спроєктував архітектор Ганс Грассель (Hans Grässel) і офіційно його відкрито в 1907. У 1963—1966 кладовище було розширене за проєктом архітектора Людвіґа Рьомера (Ludwig Römer).
Вальдфрідгоф є одним з багатьох цвинтарів у Мюнхені, які спроєктував Ґрессель в один час. Керівникам міста не сподобалась ідея одного величезного цвинтаря, де старі поховання виглядали б занадто малими. Тому Ґрессель виготовив проєкти чотирьох кладовищ, кожне з яких відповідає певним напрямкам.
Вальдфрідгоф був створений за модною тодішньою тенденцією міських парків або рекреаційних зон. Типовими назвами таких кладовищ було «Місто мертвих» або «Райський сад». Оскільки нові місця для поховань розташовувалися частіше на околицях міста, а не на церковних подвір'ях, то вони мали дедалі більше світський характер. Аби відновити християнський вплив, Ґрессель використав ранньохристиянські та візантійські елементи в побудові поховальних каплиць та інших споруд на цвинтарі. Архітектор також зберіг дерева, що росли на території, дозволяючи їм навіть накривати надгробки, символізуючи зв'язок між природою і смертю.
Концепція побудови цвинтаря Вальдфрідгоф у Мюнхені стала популярною в Німеччині, і в наступні роки було засновано кілька подібних «лісів-цвинтарів».
Вальдфрідгоф став також зразком для побудови цвинтаря «Skogskyrkogården» (Скугсчюркогорден) біля Стокгольма, який занесений до об'єктів Світової спадщини ЮНЕСКО.

## Відомі поховання

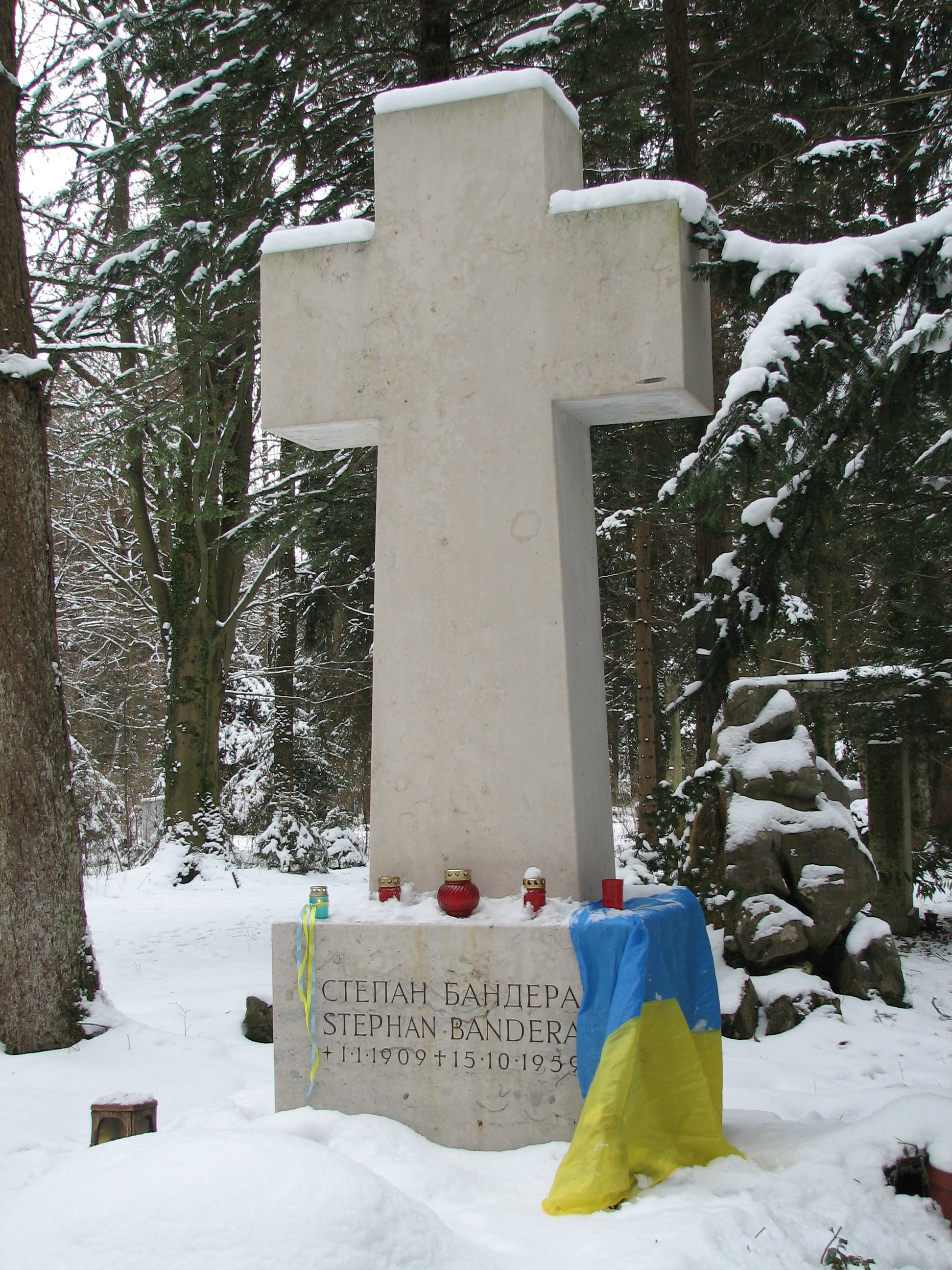
Могила Степана Бандери

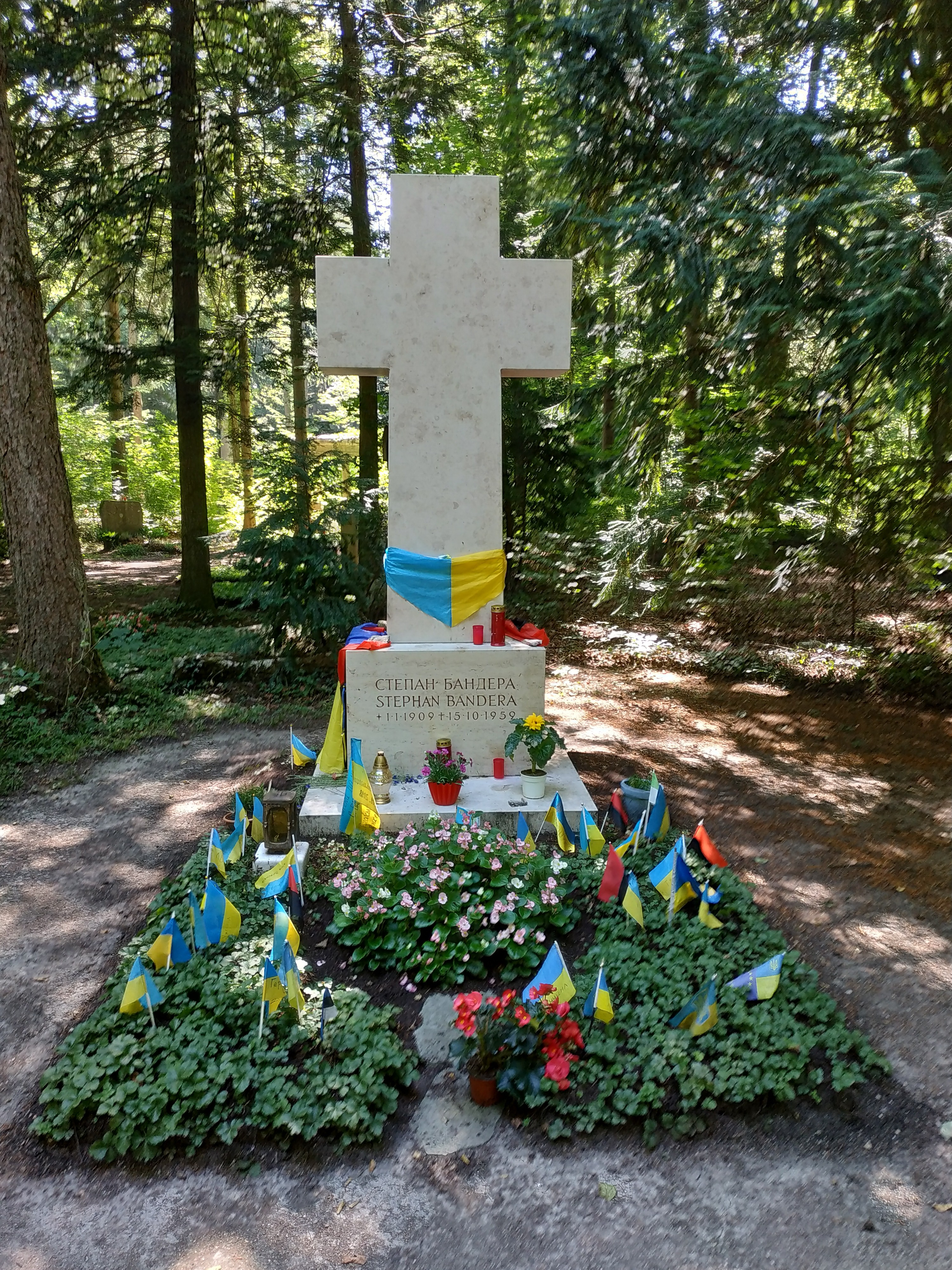
Могила Степана Бандери сектор 43

### Українці

#### Національні діячі
- Степан Бандера — український політичний діяч, ідеолог українського націоналістичного руху XX століття, голова Проводу ОУН-Б, 43 поле[4] коорд. могили 48.11122 11.49844;
- Ярослав Бенцаль-Євшан — політичний та громадський діяч. Член ОУН;
- Білас Ростислав-Едмунд — полковник УГА, санітарний референт Державного секретаріату військових справ, керівник медичної служби УГА.
- Осип Бойдуник — публіцист, громадський, політичний діяч, Старшина УГА й Армії УНР. (перепохований в Україні у 2010 році);
- Іван Бутковський — провідний член УВО та ОУН, командир 4-ї ВО «Говерла» групи УПА-«Захід»;
- Григорій Ващенко — педагог;
- Дмитро Дорошенко — політичний діяч, дипломат, історик, публіцист, літературознавець, бібліограф;
- Юрій Семенко — журналіст і політичний діяч, перший історик вітчизняних шахів;
- Ярослав Стецько — голова Проводу ОУН-Б, голова Антибільшовицького блоку народів. Похований в секторі 421-III коорд. могили 48.099401,11.490916;
- Мирослав Стиранка — журналіст і політичний діяч;
- Євген Побігущий-Рен — український військовик-офіцер, доброволець УГА, командир куреня легіону «Роланд», полковник, командир 29-го піхотного полку дивізії «Галичина». Похований в секторі 421-III поруч з могилою Я.Стецька;
- Зенон Пеленський — член УВО, член-засновник ОУН, в'язень польських тюрем, діяч УНДО;
- Сократ Іваницький — командир сотні УСС;
- Андрій Лівицький — громадсько-політичний діяч. Президент УНР в екзилі (перепохований в Саут-Баунд-Брук);
- Дмитро Миськів — член Проводу Закордонних Частин ОУН. Похований в секторі 430;
- Микола Капустянський — український військовий і політичний діяч, генерал-хорунжий Армії УНР, один з керівників ОУН. (перепохований в Україні у 2010 році);
- Мирон Коновалець — один з організаторів Листопадового чину, поручник УГА, член УВО, журналіст. Брат засновника ОУН Євгена Коновальця;
- Степан Ленкавський — політичний діяч, публіцист, один з ідеологів Організації Українських Націоналістів. Похований в секторі 430, коорд. могили 48.098703,11.491967;
- Зиновій Соколюк — політвиховник сотні УПА, професор УВУ

#### Релігійні діячі
- Платон (Корниляк) — єпископ Української греко-католицької церкви, апостольський екзарх для українців греко-католиків у Німеччині та Скандинавії (1959—2000), похований на новій частині, сектор 421-III поруч з могилою Я.Стецько.

Наукові діячі
- Петро Курінний — український історик, археолог, етнограф, музеєзнавець, організатор пам'яткоохоронної справи. Похований в секторі 430.

#### Культурні діячі
- Софія Вольська-Мурська — перекладачка з англійської та французької мов, філологиня;
- Григорій Крук — скульптор та графік;
- Степан Спєх — оперний співак і композитор
- Євген Цимбалістий — співак (тенор), диригент і композитор.

### Інші відомі поховання
- Гюнтер Блюментрітт — генерал, учасник Першої та Другої світових воєн;
- Міхаель Енде (Michael Ende) — письменник-фантаст, автор «Нескінченної історії»;
- Ганс Грассель (Hans Grässel) — архітектор;
- Вернер Гейзенберг — Нобелівський лауреат, творець матричної механіки, автор принципу невизначеності;
- Пауль Гейзе (Paul Heyse) — письменник, лауреат Нобелівської премії з літератури 1910 року;
- Вільгельм фон Ліст (Wilhelm List) — фельдмаршал, учасник Першої та Другої світових воєн;
- Лені Ріфеншталь (Leni Riefenstahl) — актриса, спортсменка та кінорежисерка;
- Франц фон Штук (Franz von Stuck) — живописець і скульптор;
- Франк Ведекінд (Franklin Wedekind) — поет і драматург;
- Карл фон Лінде (Carl von Linde) — інженер, професор, доктор філософії.
- Карл Деніц (Karl Dönitz) — 4-й Рейхспрезидент Німеччини